# La battaglia del burro
(Nonno guardia del muro che separa il confine dai Zighi e Zaghi)
La battaglia del burro è un libro per bambini scritto dal Dr. Seuss, tradotto da Anna Sarfatti e pubblicato nel 1984. Nell'edizione italiana, il libro contiene anche una storia intitolata I Rax.

## Trama
In un paese, vivono degli uccelli vestiti tutti di blu chiamati "Zaghi"; questi uccelli facevano la colazione con la fetta di pane imburrato dalla parte in alto, invece i loro "vicini", separati da un confine con un muro a dividerli, i "Zighi" lo imburrano dalla parte sotto del pane. Allora i due guardiani del muro cominciano una guerra che non avrà mai fine.

## Negli altri media
- Nel 1989 ne è stato tratto un adattamento televisivo d'animazione.

- Nell'aprile 2022 è stato adattato nella seconda stagione della serie animata su Netflix Prosciutto e uova verdi, sottotitolato Facciamo il Bis! (The Second Serving), pubblicata dalla Warner Bros.